# Gonomyia bifurcula
Gonomyia bifurcula är en tvåvingeart som beskrevs av Alexander 1946. Gonomyia bifurcula ingår i släktet Gonomyia och familjen småharkrankar. Inga underarter finns listade i Catalogue of Life.